# Eiskunstlauf-Europameisterschaften 1950
Die 42. Eiskunstlauf-Europameisterschaften fanden vom 17. bis 19. Februar 1950 in Oslo statt.

## Ergebnisse

### Herren
| Platz | Sportler         | Land             |
| ----- | ---------------- | ---------------- |
| 1     | Ede Király       | Ungarn           |
| 2     | Helmut Seibt     | Österreich       |
| 3     | Carlo Fassi      | Italien          |
| 4     | Zdeněk Fikar     | Tschechoslowakei |
| 5     | Kurt Sönning     | Schweiz          |
| 6     | Kalle Tuulos     | Finnland         |
| 7     | Per Cock-Clausen | Dänemark         |

### Damen
| Platz | Sportlerin         | Land                   |
| ----- | ------------------ | ---------------------- |
| 1     | Alena Vrzáňová     | Tschechoslowakei       |
| 2     | Jeannette Altwegg  | Vereinigtes Königreich |
| 3     | Jacqueline du Bief | Frankreich             |
| 4     | Barbara Wyatt      | Vereinigtes Königreich |
| 5     | Dagmar Lerchová    | Tschechoslowakei       |
| 6     | Beryl Bailey       | Vereinigtes Königreich |
| 7     | Regula Arnold      | Schweiz                |
| 8     | Alexandra Černá    | Tschechoslowakei       |
| 9     | Miloslava Tůmová   | Tschechoslowakei       |
| 10    | Gun Ericson        | Schweden               |
| 11    | Suzanne Wirz       | Schweiz                |
| 12    | Jolande Jobin      | Schweiz                |
| 13    | Leena Pietilä      | Finnland               |
| 14    | Bjørg Lohner       | Norwegen               |
| 15    | Ingeborg Nilsson   | Norwegen               |

### Paare
| Platz | Sportler                         | Land                   |
| ----- | -------------------------------- | ---------------------- |
| 1     | Marianna Nagy / László Nagy      | Ungarn                 |
| 2     | Eliane Steinemann / André Calame | Schweiz                |
| 3     | Jennifer Nicks / John Nicks      | Vereinigtes Königreich |
| 4     | Běla Zachová / Jaroslav Zach     | Tschechoslowakei       |
| 5     | Elli Staerck / Harry Gareis      | Österreich             |
| 6     | Soňa Buriánová / Miloslav Balun  | Tschechoslowakei       |